# Heteroschema aeneiventris
Heteroschema aeneiventris är en stekelart som först beskrevs av William Harris Ashmead 1888.  Heteroschema aeneiventris ingår i släktet Heteroschema och familjen puppglanssteklar. Inga underarter finns listade i Catalogue of Life.